# جورجيس كوتروبيس
جورجيس كوتروبيس (باليونانية: Γιώργος Κουτρουμπής)‏ هو لاعب كرة قدم يوناني في مركز قلب الدفاع والوسط المدافع ولد في يوم 10 فبراير 1991 في مدينة أثينا عاصمة اليونان، يلعب حالياً مع نادي باناثينايكوس وسبق له اللعب مع نادي أيك أثينا ونادي كاليذيا، يبلغ طول اللاعب 190 سم.

## روابط خارجية
- جورجيس كوتروبيس على موقع اتحاد تركيا (لاعب) (الإنجليزية)
- جورجيس كوتروبيس على موقع قاعدة بيانات كرة القدم.إي يو (الإنجليزية)
- جورجيس كوتروبيس على موقع Soccerway.com (الإنجليزية)
- جورجيس كوتروبيس على موقع AS.com (الإسبانية)